# Asterostroma
Asterostroma Massee (gwiazdoszczetka) – rodzaj grzybów z rodziny powłocznicowatych (Peniophoraceae)

## Charakterystyka
Grzyby kortycjoidalne o bazydiokarpie rozproszonym, rozpostartym, kruchym, luźno przyrośniętym do podłoża. Hymenofor gładki o barwie od kremowej do ochrowej. System strzępkowy monomityczny lub dimityczny ze strzępkami szkieletowymi. Strzępki szkieletowe, jeśli są obecne, szkliste do lekko żółtawych, grubościenne do pełnych, nierozgałęzione. Asterohyfidy w młodym wieku szkliste i cyjanofilne, w starszym wieku żółtawe do brązowych, dekstrynoidalne, w subikulum często z długimi gałęziami, w subhymenium ze stosunkowo krótkimi gałęziami. Strzępki generatywne szkliste, cienkościenne lub nieco grubościenne, bez sprzążek. Gleocystydy szkliste, cienkościenne, pękate lub wrzecionowate do szydłowatych, często z brodawką (schizopapilla), z żywiczną zawartością, cyjanofilne. Podstawki workowate z 4 sterygmami i prostą przegrodą u podstawy. Bazydiospory niemal kuliste lub elipsoidalne, gładkie lub chropowate, u większości gatunków amyloidalne.
Asterostroma wydaje się być spokrewniony z Asterodonem, u którego również występują tego samego typu asterosetae, ale rodzaje te różnią się morfologią bazydiospor i hymenoforów. W filogenetycznej analizie Asterostromę umieszcza się w kladzie russuloidów, a Asterodon w kladzie hymenochaetoidów.

## Systematyka i nazewnictwo
Pozycja w klasyfikacji według Index Fungorum: Peniophoraceae, Russulales, Incertae sedis, Agaricomycetes, Agaricomycotina, Basidiomycota, Fungi.
Nazwę polską podał Władysław Wojewoda w 1999 r.
Gatunki występujące w Polsce:
- Asterostroma cervicolor (Berk. & M.A. Curtis) Massee 1889 – gwiazdoszczetka ochrowa
- Asterostroma laxum Bres. 1920[5]

Polskie nazwy na podstawie Index Fungorum. Wykaz gatunków i nazwy polskie według Władysława Wojewody i innych.